# Северные врата флорентийского Баптистерия
Северные врата флорентийского Баптистерия созданы выдающимся скульптором итальянского Возрождения флорентийской школы Лоренцо Гиберти в период между 1403 и 1424 годами и представляют собой его первый шедевр, до создания знаменитых «Врат рая».

## История
В 1401 году Цех торговцев тканями «Арте ди Калимала» (Consoli dell’Arte di Calimala) объявил конкурс на украшение рельефами ещё двух бронзовых дверей Флорентийского баптистерия (it:Concorso per la porta nord del battistero di Firenze). В конкурсе приняли участие Филиппо Брунеллески, Якопо делла Кверча, Лоренцо Гиберти и ряд других мастеров.
Конкурс под председательством 34 судей, на который каждый мастер должен был предоставить выполненный им бронзовый рельеф «Жертвоприношение Исаака», длился год. Работа, представленная Лоренцо Гиберти была признана лучшей. Поэтому создание рельефов для северных дверей поручили именно Гиберти. Они были выполнены в 1401—1424 годах.
Рельефы, созданные для конкурса по созданию северных врат флорентийского Баптистерия:
- Филиппо Брунеллески.  "Жертвоприношение Авраама" (it:Sacrificio di Isacco (Brunelleschi))
- Лоренцо Гиберти. "Жертвоприношение Авраама" (it:Sacrificio di Isacco (Ghiberti))

## Описание
Ворота повторяют композицию южных дверей баптистерия, ранее сделанных Андреа Пизано — 28 небольших рельефов заключены в обрамления готической формы — квадрифолии (четырёхлистники) и расположены в семь рядов по четыре, по два на каждой створке. На них представлены сцены из Нового завета, начиная с Благовещения и заканчивая Святой Троицей. Изображения читаются снизу вверх и слева направо, начиная с нижнего третьего ряда. Такое расположение было выбрано не случайно, а по мере нарастания драматичности сюжетов.
На нижних четырёх рельефах изображены четыре евангелиста и под ними четыре Отца церкви. В углах обрамлений представлены сорок семь голов пророков и прорицателей, по шесть в каждом ряду, за исключением последнего нижнего, там представлено только пять (не хватает центрального на левой створке, возможно, чтобы не мешать закрытию двери).
В центре произведения над рельефами «Рождество» и «Поклонение Волхвов» размещена надпись: «OPVS LAUREN/TII•FLOREN/TINI».
Между рельефами изображены растительные (плющ) и животные мотивы. Изображения необычных существ (насекомых, ракообразных, земноводных и пресмыкающихся), возможно, символизируют вред, который они могут нанести урожаю и надежду, что с помощью веры в Христа, удастся держать их в отдалении и тем самым избежать голода. Они были сделаны по образцу слепков настоящих существ, в соответствии с методикой, описанной в трактате Ченнини Ченнино, и ставшей известной только после данной работы.
Пилястры и архитрав врат были закончены учениками Гиберти уже после размещения двери на северной стороне (оригинал рамы остался на восточной стороне). На них изображена бронзовая гирлянда из различных цветов, оживленная птицами, пресмыкающимися и млекопитающими, клюющими фрукты или сидящими на ветвях. И в этом тоже присутствует некий суеверный подтекст. Двадцать шестая голова в тюрбане (пятый ряд сверху, вторая слева) представляет собой автопортрет сrekmgnjhf. И, скорее всего, это первый реалистический портрет эпохи Возрождения.
У Гиберти было множество источников вдохновения: классическое искусство и тосканская готика первых десятилетий XIV века (Никколо и Джованни Пизано, Арнольфо ди Камбио), ювелирные изделия, альпийская и ломбардская миниатюра, и, конечно, модель другой двери работы Андреа Пизано.
В произведении Гиберти преобладает линейная элегантность поздней готики, в которой каждая фигура достаточна как сама по себе, так и в общей композиции. Окруженные готическими четырёхлистниками фигуры более выражены в пространстве по сравнению с другой дверью XIV века, имеют ярко выраженные черты и индивидуальность, особенно это касается изображения голов. В произведении неисчерпаемое разнообразие деталей животных, растений, различных предметов и архитектуры. В нижних рельефах рядом с евангелистами и Отцами церкви тщательно вырезаны предметы мебели, правдиво показана текучая плавность складок их одежд. Отсутствует какая-либо вычурность. Впечатляет живая поэзия, присутствие традиций и новаций, перенятых у Брунеллески, традиции, развивавшейся в скульптуре флорентийской школы после Донателло. Изысканные вьющиеся растения и изящно вырезанные головы являются новшеством, если сравнивать их с суровыми розетками и львиными головами Андреа Пизано.

## Схема расположения панелей
|  |                           |  |                         |  |  |                        |  |                         |  |
|  |                           |  |                         |  |  |                        |  |                         |  |
|  | 17. Восшествие на Голгофу |  | 18. Распятие            |  |  | 19. Воскресение        |  | 20. Троицын день        |  |
|  |                           |  |                         |  |  |                        |  |                         |  |
|  | 13. Моление о чаше        |  | 14. Взятие под стражу   |  |  | 15. Бичевание          |  | 16. Иисус перед Пилатом |  |
|  |                           |  |                         |  |  |                        |  |                         |  |
|  | 09. Преображение          |  | 10. Воскрешение Лазаря  |  |  | 11. Вход 'в Иерусалим  |  | 12. Тайная вечеря       |  |
|  |                           |  |                         |  |  |                        |  |                         |  |
|  | 05. Крещение              |  | 06. Искушение в пустыне |  |  | 07. Изгнание торговцев |  | 08. Иисус идёт по воде  |  |
|  |                           |  |                         |  |  |                        |  |                         |  |
|  | 01. Благовещение          |  | 02. Рождество           |  |  | 03. Поклонение волхвов |  | 04. Спор в храме        |  |
|  |                           |  |                         |  |  |                        |  |                         |  |
|  | 21. Святой Иоанн          |  | 22. Святой Матфей       |  |  | 23. Святой Лука        |  | 24. Святой Марк         |  |
|  |                           |  |                         |  |  |                        |  |                         |  |
|  | 25. Святой Амвросий       |  | 26. Святой Иероним      |  |  | 27. Святой Григорий    |  | 28. Святой Августин     |  |

|  |

## Список литературы
- Giulia Brunetti, Ghiberti, Sansoni, Firenze 1966.
- Pierluigi De Vecchi ed Elda Cerchiari, I tempi dell’arte, volume 2, Bompiani, Milano 1999, pp. 59–60. ISBN 88-451-7212-0
- AA.VV., Guida d’Italia, Firenze e provincia «Guida Rossa», Touring Club Italiano, Milano 2007.